# Macrobrochis fumosa
Macrobrochis fumosa là một loài bướm đêm thuộc phân họ Arctiinae, họ Erebidae.